# Prosymna semifasciata
Prosymna semifasciata är en ormart som beskrevs av Broadley 1995. Prosymna semifasciata ingår i släktet Prosymna och familjen snokar. Inga underarter finns listade i Catalogue of Life.
Denna orm förekommer i nordöstra Tanzania. Honor lägger ägg.